# 1914
1914 (MCMXIV) je bilo navadno leto, ki se je po gregorijanskem koledarju začelo na četrtek. Znano je predvsem kot leto, ko se je začela prva svetovna vojna.

## Dogodki
- 2. februar - prvi filmski nastop Charlesa Chaplina.
- 26. februar - v Belfastu je splovljen HMHS Britannic
- 28. junij - avstrijski nadvojvoda Franc Ferdinand in njegova žena sta ubita v Atentatu v Sarajevu, ki ga je izvedel srbski nacionalist Gavrilo Princip; to je povod za prvo svetovno vojno.
- 23. julij - Avstro-Ogrska postavi ultimat Srbiji.
- 25. julij - Carska Rusija oznani, da bo zavarovala srbsko suverenost.
- 28. julij - Avstro-Ogrska napove vojno Kraljevini Srbiji in carski Rusiji; začetek prve svetovne vojne.
- 1. avgust:

- - Nemško cesarstvo napove vojno carski Rusiji.
- - Francija začne mobilizacijo svojih sil.

- 3. avgust: Nemško cesarstvo napove vojno Franciji.
- 4. avgust:

- Nemško cesarstvo napade in okupira Belgijo.
- Združeno kraljestvo napove vojno Nemškemu cesarstvu.
- ZDA razglasijo nevtralnost.

- 6. avgust:

- Avstro-Ogrska napove vojno carski Rusiji.
- Kraljevina Srbija napove vojno Nemškemu cesarstvu.
- USS Tennessee odpluje proti Evropi s 6 milijoni ameriških dolarjev v zlatu kot pomoč Američanom, ki so postali ujeti v Evropi.

- 7. avgust:

- Francija okupira Alzacijo.
- general Joseph Joffre postane načelnik generalštaba francoske kopenske vojske
- Kraljevina Črna gora napove vojno Nemškemu cesarstvu.
- Britanske oborožene sile se izkrcajo v Ostendu, Calaisu in Dunkirku.

- 8. avgust - prvi spopadi med Srbijo in Nemčijo.
- 12. avgust - Združeno kraljestvo napove vojno Avstro-Ogrski.
- 14. avgust - začne se bitka mej
- 15. avgust - uradno je odprt Panamski prekop.
- 16. avgust - Nemška kopenska vojska zavzame Liege.
- 17. avgust - belgijska prestolnica se iz Bruslja preseli v Antwerpen.
- 18. avgust - predsednik ZDA Woodrow Wilson izda Razglasitev nevtralnosti.
- 19. avgust:

- - parlament Kanade potrdi ustanovitev ekspedicijske enote.
- - British Expeditionary Force (BEF) se izkrca v Franciji.

- 20. avgust:

- - Rusija premaga Nemčijo v pri Gumbinnenu.
- - Nemško cesarstvo okupira Bruselj.

- 23. avgust - Japonsko cesarstvo napove vojno Nemčiji.
- 24. avgust - Nemška kopenska vojska prodre v Francijo pri Lillu.
- 25. avgust - Avstro-Ogrska napove vojno Japonski.
- 26. avgust - začne se petdnevna bitka pri Tannenbergu
- 28. avgust:

- - Avstro-Ogrska napove vojno Belgiji
- - bitka za Helgoland

- 30. avgust - Nemci zavzamejo Amiens
- 31. avgust - Rusi so premagani v bitki pri Tannebergu
- 3. september - Nemci pričenjo oblegati Pariz; vlada Francije se preseli v Bordeaux
- 5. september - začetek prve bitke na Marni
- 6. september - Nemci so odbiti v prvi bitki na Marni
- 10. september - konec prve bitke na Marni
- 14. september:

- - Francozi osvobodijo Amiens in Reims
- - začetek prve bitke na Aisni

- 15. september - začetek pozicijskega bojevanja na zahodni fronti
- 24. september - Nemci zavzamejo St. Mihiel.
- 29. september - Nemci pričejo bombardirati Antwerpen.
- 2. oktober - Britanska admiraliteta objavi, da bo minirala Severno morje
- 4. oktober - Cepelini prvič napadejo London
- 9. oktober - Nemci zavzamejo Antwerpen. Vlada Belgije se preseli v Ostend.
- 13. oktober - Britanci zavzamejo Ypres.
- 14. oktober - Canadian Expeditionary Force pristane v Plymouthu.
- 15. oktober - Nemci zavzamejo Ostend. Vlada Belgije se preseli v Havre (Francija).
- 19. oktober - Nemška križarka Emden zajame vso 13 antantno ladjo trgovske mornarice v 24 dneh.
- 22. oktober - ZDA začne ekonomsko podpirati antanto.
- 28. oktober - Nemška križarka Emden pod krinko britanske ladje zapluje v zaliv Penang, kjer potopi rusko lahko križarko Cemčug.
- 2. november - Carska Rusija napove vojno Otomanskemu imperiju.
- 5. november:

- - Francija in Združeno kraljestvo napovesta vojno Otomanskemu imperiju.
- - Združeno kraljestvo aneksira Ciper.

- 9. november - avstralska lahka križarka HMAS Sydney poškoduje nemško križarko Emden in jo prisili, da nasede na grebenu pri Severnem Keelinškem otoku (Indijski ocean).
- 25. november - Friedrich von Hindenburg zaustavi ofenzivo na Lodz.
- 2. december - Avstro-Ogrska zavzame Beograd.
- 3. december - Nizozemska kopenska vojska strelja na internirane belgijske vojake (8 jih umre).
- 4. december - Nemško cesarstvo ustanovi prvo enoto pomorskih letal.
- 6. december - Nemci zavzamejo Lodz.
- 8. december - bitka pri Falklandskih otokih
- 14. december - Prvi nemški zračni napad na Združeno kraljestvo.
- 16. december - Nemci bombardirajo Hartlepool, Scarborough in Whitby.
- 17. december - Avstro-Ogrska premaga Ruse pri Limanovem (Poljska)
- 25. december - prične se neuradno božično premirje med vojaki na zahodni fronti.

## Rojstva
- 18. januar - Vitomil Zupan, slovenski pisatelj († 1987)
- 5. februar - Alan Lloyd Hodgkin, angleški fiziolog in biofizik, nobelovec († 1998)
- 18. februar - Ferdinand Chesarek, ameriški general slovenskega rodu († 1993)
- 24. marec - Ivo Maček, hrvaški pianist, pedagog in akademik († 2002)
- 12. april - Adriaan Blaauw, nizozemski astronom († 2010)
- 15. junij - Luong Kim Dinh, vietnamski katoliški misijonar, učenjak in zgodovinar filozofije († 1997)
- 31. julij - Louis de Funès, francoski filmski igralec, komik († 1983)
- 24. avgust - Janez (Ivan) Kranjc, slovenski duhovnik in mučenec († 1941)
- 1. september - Marko Župančič, slovenski arhitekt, urbanist († 2007)
- 28. oktober - Jonas Salk, ameriški virolog in epidemiolog († 1995)
- 7. december - James Alfred Van Allen, ameriški fizik († 2006)
- 14. december - Frane Milčinski - Ježek, slovenski pisatelj, satirik, šansonjer, režiser in igralec († 1988)

## Smrti
- Franc Ferdinald.24. januar - sir David Gill, škotski astronom (* 1843)
- 16. marec - Charles Albert Gobat, švicarski pravnik, šolski politik, nobelovec (* 1843)
- 19. april - Charles Sanders Peirce, ameriški logik, matematik in filozof (* 1839)
- 9. maj - Paul Héroult, francoski znanstvenik  (* 1863)
- 21. junij - Bertha Sophie Felicitas von Suttner, avstrijska mirovnica, nobelovka 1905 (* 1843)
- 24. julij - Adolf Martens, nemški znanstvenik, metalurg (* 1850)
- 25. november - Davorin Jenko, slovenski skladatelj in dirigent (* 1835)

## Nobelove nagrade
- Fizika - Max von Laue
- Kemija - Theodore William Richards
- Fiziologija ali medicina - Robert Bárány
- Književnost - ni bila podeljena
- Mir - ni bila podeljena